# Rhyacophila pepingensis
Rhyacophila pepingensis är en nattsländeart som beskrevs av Georg Ulmer 1932. Rhyacophila pepingensis ingår i släktet Rhyacophila och familjen rovnattsländor. Inga underarter finns listade i Catalogue of Life.